# Propellerheads
Propellerheads bylo britské big beatové duo. Založeno bylo v roce 1995.

## Diskografie

### Album
- Decksandrumsandrockandroll (1998)

### EP
- Dive EP (1996)
- Propellerheads EP (1997)
- Extended Play EP (1998)

### Singly
- Take California (1996)
- Spybreak! (1997)
- History Repeating (1997)
- On Her Majesty's Secret Service (1997)
- Bang On! (1997)
- Crash! (1998)
- Velvet Pants (1998)
- Take California And Party (1999)
- Lethal Cut (1999)